# San Marcos La Laguna
San Marcos La Laguna – niewielka miejscowość na południowym zachodzie Gwatemali, w departamencie Sololá. Według danych statystycznych z 2002 roku liczba mieszkańców wynosiła 2 238 osób. 
San Marcos La Laguna leży około 45 km na południowy zachód od stolicy departamentu – miasta Sololá. Miejscowość leży na wysokości 1585 metry nad poziomem morza, w górach Sierra Madre de Chiapas, nad zachodnim brzegiem jeziora kraterowego Atitlán. 

## Gmina San Marcos La Laguna
Miejscowość jest także siedzibą władz gminy o tej samej nazwie, która jest jedną z dziewiętnastu gmin w departamencie. W 2012 roku gmina liczyła 4320 mieszkańców. Gmina jak na warunki Gwatemali jest wyjątkowo mała, a jej powierzchnia obejmuje zaledwie 12 km². 
Mieszkańcy gminy utrzymują się głównie z uprawy roli i z drobnego rzemiosła. W rolnictwie dominuje uprawa kukurydzy, pomidorów innych i warzyw. Ponadto część ludności zajmuje się rybactwem.
Klimat gminy jest równikowy, według klasyfikacji Köppena, należy do klimatów tropikalnych monsunowych (Am), z wyraźną porą deszczową występującą od maja do października. Opady uzależnione od wysokości nad poziom morza zawierają się w granicach od 3000 do 4500 mm rocznie. Średnio roczna temperatura wynosi od 18 do 21 °C.